# Saison 2025-2026 du Biarritz olympique Pays basque
Cette page présente la saison 2025-2026 du Biarritz olympique Pays basque en Pro D2, qui est la cent dixième saison de l'histoire du club. C'est la première saison de la nouvelle direction arrivée en mai 2025 sous la houlette de Cyril Arrosteguy (président du directoire) ; l'équipe évolue sous les directives de Boris Bouhraoua (entraîneur en chef) pour la deuxième saison consécutive.

## Avant-saison

### Transferts estivaux
Seize joueurs prolongent leur contrat : Yann David, Cornell Du Preez, Piula Faasalele et Tyler Morgan jusqu'en 2026 ; Kerman Aurrekoetxea, Johnny Dyer, Aitor Hourcade, Jessy Jegerlehner, Zach Kibirige, Carlo Mignot, François Mur, Edgar Retière, Ellande Sanderson, Yoan Tapie et Yoni Tuataane jusqu'en 2027 ; Kylian Jaminet jusqu'en 2028.
Anoa Laurent signe à Montpellier mais reste au Biarritz olympique sous forme de prêt.

#### Arrivées groupe professionnel
- Hugo Pirlet, pilier (Colomiers Rugby, 3 ans)[15]

- Quentin Samaran, pilier (Provence Rugby, 2 ans)[16]

- Heath Backhouse, deuxième ligne (Stade aurillacois, 2 ans)[17]

- Aston Fortuin, deuxième ligne (Stade montois, 2 ans)[18]

- Rémi Bourdeau, troisième ligne (Aviron bayonnais, 3 ans)[19]

- Alban Placines, troisième ligne (Stade toulousain)[20]

- Yann Lesgourgues, demi de mêlée (Union Bordeaux Bègles, 2 ans)[21]

- Jules Even, centre (Stade montois, 2 ans)[22]

- Dorian Laborde, centre (Colomiers Rugby, prêt)[23]

#### Départs groupe professionnel
- Giorgi Dzmanashvili, pilier (ASM Clermont, retour de prêt)

- Nikoloz Narmania, pilier (RC Toulon)

- Nodari Shengelia, pilier (CS Bourgoin-Jallieu)

- Killian Taofifénua, pilier (US Carcassonne)

- Brendan Lebrun, talonneur

- Luteru Tolai, talonneur

- Levi Douglas, deuxième ligne (Dragons)

- Charlie Matthews, deuxième ligne (US Dax)

- Adrian Moțoc, deuxième ligne (Nissa Rugby)

- Nafi Ma'afu, troisième ligne (US Montauban)

- Pierre Pagès, demi de mêlée

- Jonathan Joseph, centre (arrêt)

- Ilian Perraux, centre (arrêt)

- François Vergnaud, centre (Stade aurillacois)

- Gervais Cordin, arrière

#### Arrivées Espoirs
- Peio Dospital, pilier (Aviron bayonnais)

- Kiliemo Manuopuava, pilier (AS Saint-Junien)

- Timothé Pelloux, pilier (Oyonnax Rugby)

- Anas Barara, talonneur (Section paloise)

- Millian Ouldji, talonneur (SU Agen)

- Adrien Sonzogni talonneur (Montpellier HR, prêt)

- Jules Soubira, deuxième ligne (CA Brive)

- Roméo Petit, troisième ligne (Rouen NR)

- Andrea Sacco, troisième ligne (Union Bordeaux Bègles)
- Eliott Arandiga, demi d'ouverture (Colomiers Rugby)

- Thomas Bidabé, centre (Section paloise)

- Sam Spring, centre (US Nafarroa)

- Yoan Borges, arrière (ES Arudy)

#### Départs Espoirs
- Valentin Barret, pilier (Colomiers Rugby)

- Valerio Lamon, pilier

- Damien Moizant, pilier

- Iban Errecart, talonneur (Aviron bayonnais)

- Jérémy Palau, talonneur (AS Soustons)

- Louis Pourquier, talonneur

- Mathieu Soreil, talonneur (US Marmande)

- Olmo d'Alessandro, troisième ligne (Anglet olympique, prêt)

- Geoffray Léonard, troisième ligne

- Julien Nacimiento, troisième ligne (Saint-Jean-de-Luz olympique)

- Sailasa Turaganibure, troisième ligne

- Jokin Zolezzi, troisième ligne

- Martino Pucciariello, demi de mêlée (Provence Rugby)

- Thomas Séhébiade, demi de mêlée (CM Floirac)

- Hugo Goyenech, demi d'ouverture (US Tyrosse, prêt)

- Martin Lecaillez, demi d'ouverture (Saint-Jean-de-Luz olympique)

- Andrea Azzolin, centre (RC Toulon)

- Robin McClintock, centre (Anglet olympique)

- Nathan Van de Ven, centre (Stado Tarbes)

- Jules Vanheye, centre (Anglet olympique)

- Luka André, ailier (Saint-Jean-de-Luz olympique)

- Tobias Descamps, arrière

- Timothé Le Gall, arrière (Olympique marcquois)

### Préparation de la saison
L'effectif reprend l'entraînement le 26 juin. Deux matchs amicaux sont organisés contre l'US Dax (victoire 36 à 14) et l'Aviron bayonnais.

## Saison régulière
Menacé de relégation à l'issue de la saison 2024-2025, le BO est finalement maintenu en appel mais est pénalisé de trois points au classement pour la saison suivante.
| - Biarritz olympique - AS Béziers - Colomiers Rugby - Biarritz olympique - Provence Rugby - Biarritz olympique - Biarritz olympique - CA Brive - USO Nevers - Biarritz olympique - Biarritz olympique - Stade aurillacois - Soyaux Angoulême - Biarritz olympique - Biarritz olympique - Stade montois - US Carcassonne - Biarritz olympique - Biarritz olympique - SU Agen - Biarritz olympique - US Dax - FC Grenoble - Biarritz olympique - Biarritz olympique - Valence Romans - RC Vannes - Biarritz olympique - Biarritz olympique - Oyonnax Rugby | - CA Brive - Biarritz olympique - Biarritz olympique - Soyaux Angoulême - US Dax - Biarritz olympique - Biarritz olympique - FC Grenoble - Valence Romans - Biarritz olympique - Biarritz olympique - RC Vannes - Stade montois - Biarritz olympique - Biarritz olympique - Provence Rugby - Stade aurillacois - Biarritz olympique - Oyonnax Rugby - Biarritz olympique - Biarritz olympique - USO Nevers - SU Agen - Biarritz olympique - Biarritz olympique - Colomiers Rugby - AS Béziers - Biarritz olympique - Biarritz olympique - US Carcassonne |

## Joueurs et encadrement technique

### Encadrement technique
Sébastien Buada (arrières), Rémi Bonfils et Jérôme Filitoga-Taofifénua (avants) entraînent l'équipe sous la houlette de l'entraîneur en chef Boris Bouhraoua.

### Effectif

#### Effectif
L'effectif comprend 36 contrats professionnels et 13 contrats Espoirs.
| Nom                 | Poste            | Date de naissance | Nationalité sportive | Sélections (PM) | Club précédent        | Arrivée au club | Fin de contrat | Formé au club | JIFF |
| ------------------- | ---------------- | ----------------- | -------------------- | --------------- | --------------------- | --------------- | -------------- | ------------- | ---- |
| Zakaria El Fakir    | Pilier           | 29 janvier 1997   | Maroc                | 2 (0)           | SU Agen               | 2021            | 2027           | -             | oui  |
| François Mur        | Pilier           | 5 septembre 2003  | France               | -               | Anglet olympique      | 2023            | 2027           | oui           | oui  |
| Giorgi Nutsubidze   | Pilier           | 11 novembre 1998  | Géorgie              | -               | Lelo Saracens         | 2018            | 2026           | -             | -    |
| Hugo Pirlet         | Pilier           | 2 octobre 1996    | France               | 5 (5)           | Colomiers Rugby       | 2025            | 2028           | -             | oui  |
| Alexandre Plantier  | Pilier           | 19 décembre 1991  | France               | -               | Stade aurillacois     | 2024            | 2027           | -             | oui  |
| Quentin Samaran     | Pilier           | 30 décembre 1997  | France               | -               | Provence Rugby        | 2025            | 2027           | -             | oui  |
| Solomone Tukuafu    | Pilier           | 13 septembre 1996 | Nouvelle-Zélande     | -               | Waikato               | 2024            | 2026           | -             | -    |
| Yohan Beheregaray   | Talonneur        | 29 mai 1996       | France               | -               | ASM Clermont          | 2024            | 2027           | -             | oui  |
| Clément Martinez    | Talonneur        | 14 mars 1996      | France               | -               | SU Agen               | 2024            | 2026           | -             | oui  |
| → Adrien Sonzogni   | Talonneur        | 15 février 2003   | France               | -               | Montpellier HR        | 2025            | 2026           | -             | oui  |
| Heath Backhouse     | Deuxième ligne   | 4 septembre 1998  | Afrique du Sud       | -               | Stade aurillacois     | 2025            | 2027           | -             | -    |
| Johnny Dyer         | Deuxième ligne   | 6 avril 1992      | Fidji                | 4 (10)          | Racing 92             | 2020            | 2027           | -             | -    |
| Aston Fortuin       | Deuxième ligne   | 16 avril 1996     | Afrique du Sud       | -               | Stade montois         | 2025            | 2027           | -             | -    |
| Piula Faasalele     | Deuxième ligne   | 22 janvier 1988   | Samoa                | 21 (10)         | Stade toulousain      | 2024            | 2026           | -             | -    |
| Ellande Sanderson   | Deuxième ligne   | 12 juillet 2004   | France               | -               | Emak Hor Arcangues    | 2022            | 2027           | oui           | oui  |
| Rémi Bourdeau       | Troisième ligne  | 27 février 1992   | France               | -               | Aviron bayonnais      | 2025            | 2028           | -             | oui  |
| Cornell du Preez    | Troisième ligne  | 23 mars 1991      | Écosse               | 9 (0)           | RC Toulon             | 2024            | 2026           | -             | -    |
| Thomas Hébert       | Troisième ligne  | 18 février 2000   | France               | -               | Stade toulousain      | 2021            | 2026           |               | oui  |
| Aitor Hourcade      | Troisième ligne  | 13 février 2001   | France               | -               | Aviron bayonnais      | 2024            | 2027           |               | oui  |
| Ekain Imaz Agirre   | Troisième ligne  | 7 décembre 2002   | Espagne              | 18 (10)         | -                     | 2020            | 2026           | oui           | oui  |
| Jessy Jegerlehner   | Troisième ligne  | 25 juillet 1997   | France               | -               | Provence Rugby        | 2024            | 2027           | -             | oui  |
| Alban Placines      | Troisième ligne  | 23 avril 1993     | France               | -               | Stade toulousain      | 2025            | 2027           | oui           | oui  |
| Filimo Taofifénua   | Troisième ligne  | 15 octobre 1993   | France               | -               | Oyonnax rugby         | 2024            | 2026           | -             | oui  |
| Yoni Tuataane       | Troisième ligne  | 22 octobre 2003   | France               | -               | ASM Clermont          | 2024            | 2027           | -             | oui  |
| Kerman Aurrekoetxea | Demi de mêlée    | 4 mai 2000        | Espagne              | 16 (15)         | El Salvador Rugby     | 2019            | 2027           | oui           | oui  |
| Imanol Biscay       | Demi de mêlée    | 14 octobre 2001   | France               | -               | -                     | 2022            | 2026           | oui           | oui  |
| → Anoa Laurent      | Demi de mêlée    | 18 octobre 2006   | France               | -               | CA Brive              | 2024            | 2026           | oui           | oui  |
| Yann Lesgourgues    | Demi de mêlée    | 17 janvier 1991   | France               | -               | Union Bordeaux Bègles | 2025            | 2027           | oui           | oui  |
| Thomas Dolhagaray   | Demi d'ouverture | 21 mai 2000       | France               | -               | Aviron bayonnais      | 2024            | 2027           | -             | oui  |
| Edgar Retière       | Demi d'ouverture | 29 janvier 2001   | France               | -               | Rouen NR              | 2024            | 2027           | -             | oui  |
| Enzo Selponi        | Demi d'ouverture | 16 juin 1993      | France               | -               | Provence Rugby        | 2024            | 2026           | -             | oui  |
| Yann David          | Centre           | 15 avril 1988     | France               | 4 (0)           | Aviron bayonnais      | 2023            | 2026           | -             | oui  |
| Jules Even          | Centre           | 8 septembre 1998  | France               | -               | Stade montois         | 2025            | 2027           | oui           | oui  |
| → Dorian Laborde    | Centre           | 30 décembre 1996  | France               | -               | Colomiers Rugby       | 2025            | 2026           | -             | oui  |
| Carlo Mignot        | Centre           | 16 février 2003   | Brésil               | 2 (0)           | Cobras                | 2022            | 2027           | oui           | oui  |
| Tyler Morgan        | Centre           | 11 septembre 1995 | Pays de Galles       | 5 (5)           | Scarlets              | 2022            | 2026           | -             | -    |
| Sam Spring          | Centre           | 26 septembre 2002 | France               | -               | US Nafarroa           | 2025            | 2027           | -             | oui  |
| Yohan Tapie         | Centre           | 19 août 2004      | France               | -               | Stade bagnérais       | 2022            | 2027           | oui           | oui  |
| Mathieu Acebes      | Ailier           | 1er août 1987     | France               | -               | USA Perpignan         | 2024            | 2026           | oui           | oui  |
| Steeve Barry        | Ailier           | 17 février 1994   | France               | -               | Stade rochelais       | 2019            | 2026           | -             | oui  |
| Arthur Bonneval     | Ailier           | 31 mai 1995       | France               | -               | CA Brive              | 2024            | 2026           | -             | oui  |
| Nicolas Elissondo   | Ailier           | 25 août 2003      | France               | -               | Aviron bayonnais      | 2024            | 2026           | oui           | oui  |
| Baptiste Fariscot   | Ailier           | 15 novembre 2001  | France               | -               | -                     | -               | 2026           | oui           | oui  |
| Bastien Guillemin   | Ailier           | 22 septembre 1997 | France               | -               | US Montauban          | 2024            | 2026           | -             | oui  |
| Zach Kibirige       | Ailier           | 28 octobre 1994   | Angleterre           | -               | Western Force         | 2023            | 2027           | -             | -    |
| Andoni Echegaray    | Arrière          | 18 janvier 2008   | France               | -               | -                     | -               | 2026           | oui           | oui  |
| Kylian Jaminet      | Arrière          | 28 décembre 1995  | France               | -               | USO Nevers            | 2024            | 2028           | -             | oui  |

## Aspects juridiques et économiques
Le club annonce un budget de 10,75 millions d'euros.

### Organigramme
- président du directoire : Cyril Arrosteguy ;

- conseil de surveillance : Shaun Hegarty (président), Marc Baget (vice-président), Laurent Etchebarne, Arnaud Labedan, Arnaud Sehebiade (membres), Anthony Louis-Berecochea, Marie-Baptiste Duhart, Jérémy Erlich, Pierre Fraidenraich, Thierry Letailleur et Didier Poulmaire ;

- directeur général : Louis de Baudus[27]

- association : Serge Blanco (président), Philippe Palau (secrétaire général), René Thevenot (trésorier) ;

- entraîneurs : Boris Bouhraoua (manager), Rémi Bonfils (avants), Jérôme Filitoga-Taofifénua (avants), Sébastien Buada (arrières) ;

- entraîneurs des Espoirs : Yohann Artru (arrières), Elvis Levi (avants) ;

- directeur du centre de formation : Philippe Bidabé ;
- responsable de la performance : Frédéric Ourabah ;
- teams managers : Gwenaëlle Carrère, Ilian Perraux ;

- préparateurs physiques : Antoine Cazot, Jules Gubert ;

- intendants : Christian Floch, Christian Harcot ;

- vidéo : Matthieu Boisrond ;

- médecins : Joan Ascaso (kiné), Bixente Feuillade, Romain Lonca (osthéopathe), Guillaume Zunzarren (médecin).

### Tenues, équipementiers et sponsors
Le Biarritz olympique est équipé par la marque Joma, qui succède à Macron.